# Ecuavisa Internacional
Ecuavisa Internacional es un canal de televisión por suscripción ecuatoriano, que funciona como la señal internacional de Ecuavisa. Su programación consiste en telenovelas, series, noticieros y programas de entretenimiento. Está disponible en Estados Unidos por DirecTV  y en Europa como señal abierta por el satélite Hispasat.
Con sede en Guayaquil, la empresa Ecuavisa Internacional fue fundada en 2004 por los dueños de Ecuavisa. El canal inició emisiones el 27 de septiembre de 2004. En Ecuador, se encontraba disponible por televisión terrestre en el canal 22 UHF en Guayaquil y canal 42 UHF en Quito.

## Historia
Ecuavisa Internacional fue lanzado el 27 de septiembre de 2004. Además de estar disponible desde satélite, también estaba disponible como canal de televisión abierta en Ecuador, dentro del canal 22 UHF para Guayaquil y canal 42 UHF para Quito.
El 30 de junio de 2010, Ecuavisa Internacional cesó sus emisiones en España debido a la baja audiencia que recibía en los operadores ONO, Movistar TV y Euskaltel. En octubre de 2012, el canal dejó de emitir por señal abierta en Guayaquil y en Quito, y sus licencias fueron devueltas al Estado. Fue reemplazado por TV Legislativa el 22 de marzo de 2013. Actualmente, solo está disponible como canal de televisión por suscripción.

## Programación
La programación del canal está compuesta de noticieros, revistas matinales, programas turísticos, programas de humor, musicales, telenovelas antiguas del archivo mediático de Ecuavisa y series antiguas del archivo mediático de Ecuavisa.

## Señales
- Señal Internacional: señal centrada en Estados Unidos para el público hispano y disponible para Ecuador, se rige por los horarios de Nueva York (UTC-5/-4) y Chicago (UTC-6/-5).